# Manuel Jesús Ortiz Toribio
Manuel Jesús Ortiz Toribio (Huelva, 22 augustus 1984), beter bekend als Lolo, is een Spaans voormalig voetballer, die bij voorkeur als middenvelder speelde. Hij kwam onder meer uit voor Sevilla en Osasuna. 

## Clubcarrière
Lolo is een product van de jeugdopleiding van Sevilla FC. Hij was de aanvoerder van Sevilla Atlético in het seizoen 2006/07, waarin promotie naar de Segunda División A werd afgedwongen. In het seizoen 2007/08 speelde hij afwisselend voor het eerste en het tweede elftal van de club. Hij speelde twee wedstrijden in de Primera Division, waarin hij op 31 augustus 2007 debuteerde. Hij zat bij de basiself van Sevilla voor het UEFA Champions League-duel tegen Slavia Praag in december 2007. Voor het seizoen 2008/09 werd Lolo verhuurd aan Málaga waar hij 26 wedstrijden speelde waarin hij viermaal doel trof. 
In de zomer van 2010 tekende Lolo voor vier jaar bij CA Osasuna waar hij in de jaren die volgden meer dan 100 officiële duels speelde voor de club. Nadien kwam hij nog uit voor de tweedeklassers Real Zaragoza, Elche en Hércules. Bij laatstgenoemde werd zijn tot medio 2017 lopende contract niet verlengd.
In januari 2018 ging hij aan de slag bij FC Pune City in India, waar hij een halfjaar speelde alvorens zijn voetbalschoenen aan de wilgen te hangen.

## Erelijst

### Club
Sevilla Atlético
- Segunda División B: 2006/07

Sevilla
- Copa del Rey: 2009/10